# Topsy-Turvy
Topsy-Turvy – brytyjski film biograficzny z 1999 roku.

## Główne role
- Allan Corduner – sir Arthur Sullivan
- Jim Broadbent – William S. Gilbert
- Dexter Fletcher – Louis
- Sukie Smith – Clothilde
- Roger Heathcott – Banton
- Wendy Nottingham – Helen Lenoir
- Stefan Bednarczyk – Frank Cellier

## Fabuła
Arthur Sullivan i William Gilbert to twórcy operetek. Właśnie ich poprzednie dzieło Księżniczka Ilda zostało zmiażdżone przez krytykę i publiczność. Doprowadziło to do ochłodzenia relacji między nimi. Mimo to postanawiają zrobić jeszcze jeden spektakl.